# Liste der Einträge im National Register of Historic Places im Buchanan County (Missouri)

Lage des Buchanan Countys in Missouri

Die Liste der Einträge im National Register of Historic Places im Buchanan County in Missouri führt alle aktuellen Bauwerke und historischen Stätten im Buchanan County auf, die in das National Register of Historic Places aufgenommen wurden.

## Legende
| NRHP | Historic Place             |
| HD   | Historic District          |
| NHL  | National Historic Landmark |

## Aktuelle Einträge
| [ 3 ] | Name                                                  | Bild                                                  | Eintragsdatum                                  | Lage | Ort        | Beschreibung |
| ----- | ----------------------------------------------------- | ----------------------------------------------------- | ---------------------------------------------- | --- | ---------- | --- |
| 1     | Buchanan County Courthouse                            | Buchanan County Courthouse                            | 1972 ID-Nr. and 78003397 72001563 and 78003397 | Courthouse Sq. 39° 46′ 5″ N, 94° 51′ 20″ W | St. Joseph | Ursprünglich Buchanan County Courthouse and Jail, das ehemalige Gefängnis wurde aber 1978 aus dem Register gestrichen |
| 2     | Buchanan County Infirmary                             | Buchanan County Infirmary                             | 2009 ID-Nr. 08001386                           | 3500 North Village Drive 39° 49′ 2″ N, 94° 48′ 40,8″ W | St. Joseph | |
| 3     | Charles A. and Annie Buddy House                      | Charles A. and Annie Buddy House                      | 2004 ID-Nr. 04000427                           | 424 South 9th Street 39° 45′ 49″ N, 94° 50′ 58″ W | St. Joseph | |
| 4     | Burnside-Sandusky Gothic House                        | Burnside-Sandusky Gothic House                        | 2005 ID-Nr. 04001518                           | 720 South 10th Street 39° 45′ 39″ N, 94° 50′ 53″ W | St. Joseph | |
| 5     | Cathedral Hill Historic District                      | Cathedral Hill Historic District                      | 2000 ID-Nr. 00000691                           | North 9th Street, Powell Street und North 13th Street 39° 46′ 22″ N, 94° 50′ 48″ W | St. Joseph | |
| 6     | Central-North Commercial Historic District            | Central-North Commercial Historic District            | 1991 ID-Nr. 91000125                           | Abgegrenzt durch North 4th Street, Main Street, Francis Street und Robidoux Street 39° 46′ 4″ N, 94° 51′ 20″ W                                                                             | St. Joseph | |
| 7     | Central Police Station                                | Central Police Station                                | 2009 ID-Nr. 09000887                           | 701 Messanie Street 39° 45′ 45,2″ N, 94° 51′ 6,7″ W | St. Joseph | |
| 8     | Century Apartments                                    | Century Apartments                                    | 2001 ID-Nr. 01000712                           | 627 North 25th Street 39° 46′ 16″ N, 94° 49′ 47″ W | St. Joseph | |
| 9     | Christian Sachau Saloon                               | Christian Sachau Saloon                               | 1985 ID-Nr. 85003358                           | 1615 Frederick Avenue 39° 46′ 21″ N, 94° 50′ 26″ W | St. Joseph | |
| 10    | City Hose Company No. 9                               | City Hose Company No. 9                               | 1985 ID-Nr. 85003357                           | 2217 Frederick Avenue 39° 46′ 32″ N, 94° 50′ 0″ W | St. Joseph | |
| 11    | Corby-Forsee Building                                 | Corby-Forsee Building                                 | 1980 ID-Nr. 80002317                           | 5th Street Ecke Felix Street 39° 45′ 59″ N, 94° 51′ 15″ W | St. Joseph | |
| 12    | Dewey Avenue-West Rosine Historic District            | Dewey Avenue-West Rosine Historic District            | 2002 ID-Nr. 02000816                           | Abgegrenzt durch Prospect Avenue, Auguste Street, Dewey Avenue und West Rosine Street 39° 46′ 42″ N, 94° 51′ 39″ W                                                                         | St. Joseph | |
| 13    | Edmond Jacques Eckel House                            |                                                       | 1980 ID-Nr. 80002318                           | 515 North 4th Street 39° 46′ 10″ N, 94° 51′ 18″ W | St. Joseph | |
| 14    | Everett School                                        | Everett School                                        | 2005 ID-Nr. 05001023                           | 826 South 14th Street 39° 45′ 34″ N, 94° 50′ 37″ W | St. Joseph | |
| 15    | Enoch Madison Fenton House                            |                                                       | 1982 ID-Nr. 82003126                           | Südöstlich von Rushville 39° 35′ 41″ N, 94° 58′ 30″ W | Rushville  | |
| 16    | Dr. Jacob Geiger House-Maud Wyeth Painter House       | Dr. Jacob Geiger House-Maud Wyeth Painter House       | 1986 ID-Nr. 86000826                           | 2501 Frederick Avenue 39° 46′ 37″ N, 94° 49′ 48″ W | St. Joseph | |
| 17    | German-American Bank Building                         | German-American Bank Building                         | 1978 ID-Nr. 78001638                           | 624 Felix Street 39° 45′ 59″ N, 94° 51′ 7″ W | St. Joseph | |
| 18    | Hall Street Historic District                         | Hall Street Historic District                         | 1979 ID-Nr. 79001352                           | Abgegrenzt durch Isadore Street, Corby Street, 6th Street und 9th Street 39° 46′ 20″ N, 94° 51′ 4″ W                                                                                       | St. Joseph | |
| 19    | Harris Addition Historic District                     | Harris Addition Historic District                     | 2003 ID-Nr. 01000723                           | Abgegrenzt durch 16th Street, Dalton Street, 22nd Street und Edmond Street 39° 46′ 4″ N, 94° 50′ 17″ W                                                                                     | St. Joseph | |
| 20    | Alois Herbert Double House                            | Alois Herbert Double House                            | 2007 ID-Nr. 06000992                           | 620 South 10th Street 39° 45′ 50″ N, 94° 50′ 54″ W | St. Joseph | |
| 21    | Jesse James House                                     | Jesse James House                                     | 1980 ID-Nr. 80002319                           | 12th Street Ecke Mitchell Avenue 39° 45′ 20″ N, 94° 50′ 43″ W | St. Joseph | |
| 22    | Kelley and Browne Flats                               | Kelley and Browne Flats                               | 1989 ID-Nr. 89000991                           | 1208-1216 Frederick Avenue 39° 46′ 12″ N, 94° 50′ 41″ W | St. Joseph | |
| 23    | Kemper Addition Historic District                     | Kemper Addition Historic District                     | 2002 ID-Nr. 01000721                           | Verschiedene Gebäude in der Clay Street, Union Street, Kemper Street und Bon Ton Street 39° 46′ 19″ N, 94° 50′ 11″ W                                                                       | St. Joseph | |
| 24    | King’s Hill Archeological Site                        |                                                       | 1969 ID-Nr. 69000091                           | Adresse nicht veröffentlicht | St. Joseph | |
| 25    | Krug Park Place Historic District                     | Krug Park Place Historic District                     | 2002 ID-Nr. 02000817                           | Abgegrenzt durch St. Joseph Avenue, Myrtle Street, Clark Street und Magnolia Avenue 39° 47′ 30″ N, 94° 50′ 47″ W                                                                           | St. Joseph | |
| 26    | Lawler Motor Company Building                         | Lawler Motor Company Building                         | 2009 ID-Nr. 08001285                           | 1224 Frederick Avenue 39° 46′ 12,3″ N, 94° 50′ 41,9″ W | St. Joseph | |
| 27    | Livestock Exchange Building                           | Livestock Exchange Building                           | 2004 ID-Nr. 04000342                           | 601 Illinois Avenue 39° 43′ 14″ N, 94° 52′ 10″ W | St. Joseph | |
| 28    | John Sublett Jr. and Caroline Ashton Logan House      | John Sublett Jr. and Caroline Ashton Logan House      | 2007 ID-Nr. 06000991                           | 1906 N. 22nd Street 39° 47′ 10″ N, 94° 50′ 5″ W | St. Joseph | |
| 29    | Maple Grove                                           | Maple Grove                                           | 1974 ID-Nr. 74001070                           | 2100 North 11th Street 39° 47′ 5″ N, 94° 50′ 46″ W | St. Joseph | |
| 30    | McIntyre-Burri House                                  | McIntyre-Burri House                                  | 2005 ID-Nr. 05001435                           | 808 North 24th Street 39° 46′ 35″ N, 94° 49′ 54″ W | St. Joseph | |
| 31    | Isaac Miller House                                    | Isaac Miller House                                    | 1980 ID-Nr. 80002320                           | 3003 Ashland Avenue 39° 47′ 46″ N, 94° 49′ 4″ W | St. Joseph | |
| 32    | Miller-Porter-Lacy House                              | Miller-Porter-Lacy House                              | 1982 ID-Nr. 82003127                           | 2912 Frederick Boulevard 39° 46′ 34″ N, 94° 49′ 14″ W | St. Joseph | |
| 33    | Missouri Theater and Missouri Theater Building        | Missouri Theater and Missouri Theater Building        | 1979 ID-Nr. 79001353                           | 112-128 South 8th Street und 713-721 Edmond Street 39° 45′ 58″ N, 94° 51′ 2″ W | St. Joseph | |
| 34    | Missouri Valley Trust Company Historic District       | Missouri Valley Trust Company Historic District       | 1975 ID-Nr. 75001063                           | Felix Street und 4th Street 39° 46′ 0″ N, 94° 51′ 21″ W | St. Joseph | |
| 35    | Mount Mora Cemetery                                   | Mount Mora Cemetery                                   | 2006 ID-Nr. 06000626                           | 824 Mount Mora Road 39° 46′ 39″ N, 94° 50′ 31″ W | St. Joseph | |
| 36    | Museum Hill Historic District                         | Museum Hill Historic District                         | 1991 ID-Nr. 91000112                           | Abgegrenzt durch 9th Street, Francis Street, 12th Street, Jules Street, 15th Street und Messanie Street; 321 und 323 North 15th Street und 1510 Faraon Street 39° 45′ 56″ N, 94° 50′ 43″ W | St. Joseph | Der zweite Teil kam im Jahr 2009 hinzu                                                                                |
| 37    | Nelson-Pettis Farmsteads Historic District            | Nelson-Pettis Farmsteads Historic District            | 1995 ID-Nr. 95000587                           | 4401 Ajax Road und 3412 Pettis Road 39° 43′ 23″ N, 94° 48′ 37″ W | St. Joseph | |
| 38    | Patee Town Historic District                          |                                                       | 2002 ID-Nr. 02000818                           | Abgegrenzt durch Penn Street, South 11th Street, Lafayette Street und S. 15th Street 39° 45′ 33″ N, 94° 50′ 36″ W                                                                          | St. Joseph | |
| 39    | John Patee House                                      | John Patee House                                      | 1966 ID-Nr. 66000414                           | 12th Street Ecke Penn Street 39° 45′ 21″ N, 94° 50′ 42″ W | St. Joseph | |
| 40    | Pleasant Ridge School                                 |                                                       | 1985 ID-Nr. 85000941                           | R.F.D. #4 39° 40′ 57″ N, 94° 49′ 50″ W | St. Joseph | |
| 41    | Pony Express Stables                                  | Pony Express Stables                                  | 1970 ID-Nr. 70000322                           | 914 Penn Street 39° 45′ 22″ N, 94° 50′ 57″ W | St. Joseph | Östlicher Endpunkt des Pony-Express                                                                                   |
| 42    | John D. Richardson Dry Goods Company                  | John D. Richardson Dry Goods Company                  | 1982 ID-Nr. 82003128                           | 300 North 3rd Street 39° 46′ 7″ N, 94° 51′ 25″ W | St. Joseph | |
| 43    | Robidoux Hill Historic District                       | Robidoux Hill Historic District                       | 1989 ID-Nr. 89000992                           | Abgegrenzt durch Franklin Street, Robidoux Street, 4th Street, Louis Street und 5th Street 39° 46′ 19″ N, 94° 51′ 17″ W                                                                    | St. Joseph | |
| 44    | Robidoux Row                                          | Robidoux Row                                          | 1973 ID-Nr. 73001037                           | 219-225 East Poulin Street 39° 46′ 29″ N, 94° 51′ 27″ W | St. Joseph | |
| 45    | Robidoux School                                       | Robidoux School                                       | 1983 ID-Nr. 83000973                           | 201 South 10th Street 39° 45′ 24″ N, 94° 50′ 51″ W | St. Joseph | |
| 46    | St. Joseph City Hall                                  | St. Joseph City Hall                                  | 1985 ID-Nr. 85003356                           | Frederick Avenue Ecke 11th Street 39° 46′ 7″ N, 94° 50′ 47″ W | St. Joseph | |
| 47    | St. Joseph Park and Parkway System                    | St. Joseph Park and Parkway System                    | 1995 ID-Nr. 94001566                           | Entlang des Northwest Parkway, Northeast Parkway, Corby Grove Parkway, Southwest Parkway und A Parkway sowie Noyes Boulevard zwischen Krug Park und Hyde Park 39° 45′ 4″ N, 94° 50′ 25″ W  | St. Joseph | |
| 48    | St. Joseph Public Library                             | St. Joseph Public Library                             | 1982 ID-Nr. 82003129                           | 10th Street Ecke Felix Street 39° 46′ 0″ N, 94° 50′ 53″ W | St. Joseph | |
| 49    | St. Joseph Public Library-Carnegie Branch             |                                                       | 1999 ID-Nr. 99000595                           | 316 Massachusetts Street 39° 42′ 58″ N, 94° 51′ 58″ W | St. Joseph | |
| 50    | St. Joseph’s Commerce and Banking Historic District   | St. Joseph’s Commerce and Banking Historic District   | 2001 ID-Nr. 01000709                           | Abgegrenzt durch 3rd Street, 91th Street, Francis Street und Edmonds Street 39° 45′ 59″ N, 94° 51′ 9″ W                                                                                    | St. Joseph | |
| 51    | South Fourth Street Commercial Historic District      | South Fourth Street Commercial Historic District      | 1991 ID-Nr. 91000124                           | Abgegrenzt durch South 3rd Street, South 5th Street, Charles Street und Messanie Street 39° 45′ 50″ N, 94° 51′ 22″ W                                                                       | St. Joseph | |
| 52    | Sugar Lake State Park Open Shelter                    | Sugar Lake State Park Open Shelter                    | 1985 ID-Nr. 85000522                           | Abseits der MO 138 39° 32′ 21″ N, 95° 3′ 35″ W | Rushville  | Schutzhütte im Sugar Lake State Park                                                                                  |
| 53    | Thompson-Brown-Sandusky House                         | Thompson-Brown-Sandusky House                         | 1983 ID-Nr. 83004297                           | 207 East Cliff Street 39° 42′ 33″ N, 94° 51′ 36″ W | St. Joseph | |
| 54    | Virginia Flats                                        | Virginia Flats                                        | 1992 ID-Nr. 92000586                           | 516-518 und 520-528 North 10th Street 39° 46′ 14″ N, 94° 50′ 54″ W | St. Joseph | |
| 55    | Vosteen-Hauck House                                   |                                                       | 1982 ID-Nr. 82003130                           | 913 North 2nd Street 39° 46′ 24″ N, 94° 51′ 28″ W | St. Joseph | |
| 56    | Western Tablet and Stationery Company, Building No. 2 | Western Tablet and Stationery Company, Building No. 2 | 2007 ID-Nr. 07000814                           | 1300 South 12th Street 39° 45′ 24″ N, 94° 50′ 45″ W | St. Joseph | |
| 57    | Wholesale Row                                         | Wholesale Row                                         | 1977 ID-Nr. 77000800                           | Abgegrenzt durch Jules Street, 3rd Street, 4th Street und Francis Street 39° 46′ 4″ N, 94° 51′ 23″ W                                                                                       | St. Joseph | |
| 58    | Wyeth Flats                                           | Wyeth Flats                                           | 1985 ID-Nr. 85003355                           | 1015-1031 Faraon Street 39° 46′ 9″ N, 94° 50′ 48″ W | St. Joseph | |